# Can Xifré (Breda)
Can Xifré és una masia aïllada d'estil modernista de Breda (Selva) inclosa a l'Inventari del Patrimoni Arquitectònic de Catalunya.

## Descripció
Orientada a migdia, consta de planta i pis, i té dependències annexes d'ús agrícola, i teulada a doble vessant. Façana arrebossada i pintada de blanc. Porta rectangular, finestres de pedra escairada, una d'elles amb arc conopial, i rellotge de sol (pràcticament invisible).
En el solar de la casa, al costat de la masia, hi ha una font de 1923, amb decoració d'influència modernista, amb rajoles que antigament eren de color blanc, blau i rosa, incrustades, de decoració geomètrica i floral, i que actualment, els vàndals han fet malbé pintant-les de blanc. També hi ha algunes rajoles amb escrits (aquestes es conserven en millor estat):
El menut de la casa

brut de cara, spit(?)

amb el cabell embullat

i amb els ulls plens d'alegria

en els llavis picardia,

en el gest ordit i fort

in el parlar tot dolçor.

És un virolet vivent

xerraire, murri, dolent,

el cor ple de salut

que li transpira pel rostre,

es el nano, es el menut

es el rei de la nostra casa.

Rosa Bargalló de Saulí.

Rosa Bargalló Campaña,

Josep Surí Vilar. 1951

Joaquim Surí Bargalló

Francesca Massuet Vives de la Cortada. 1986

## Història
La font contrasta amb l'aspecte rural de la masia, i és un element poc freqüent en un context rural (l'impuls de l'arquitectura modernista es donà a la ciutat, en especial a Barcelona i recolzada pels burgesos).
Tenim notícies de Gaspar Xifré, de Breda, de l'any 1462. També apareix la masia, en un fogatge de l'any 1595, on es parla de “lo mas xifré” i de l'hereu del mas, Francesc Xifré.